# Nagrada Zaklade NHL
Nagrada Zaklade NHL (izvorno: NHL Foundation Award) godišnja je nagrada NHL-a namijenjena igraču koji „primjenjuje temeljne hokejaške vrline — predanost, ustrajnost i momčadski rad — kako bi obogatio živote u svojoj zajednici”. Jedna je od triju nagrada humanitarnog karaktera, uz Clancyjevu i Messierovu.

## Povijest
Nagrada je uspostavljena u sezoni 1997./98., deset godina nakon Clancyjeve. Pobjednika izabire čelništvo Zaklade, u čijem radu sudjeluje i predsjednik lige Gary Bettman. Zaklada daje 25,000 USD organizaciji koja uživa potporu dobitnika. 

### Popis dobitnika
| Sezona    | Igrač                            | Momčad                                |
| --------- | -------------------------------- | ------------------------------------- |
| 1997./98. | Kelly Chase                      | St. Louis Blues                       |
| 1998./99. | Rob Ray                          | Buffalo Sabres                        |
| 1999./00. | Adam Graves                      | New York Rangers                      |
| 2000./01. | Olaf Kölzig                      | Washington Capitals                   |
| 2001./02. | Ron Francis                      | Carolina Hurricanes                   |
| 2002./03. | Darren McCarty                   | Detroit Red Wings                     |
| 2003./04. | Jarome Iginla                    | Calgary Flames                        |
| 2005./06. | Marty Turco                      | Dallas Stars                          |
| 2006./07. | Joe Sakic                        | Colorado Avalanche                    |
| 2007./08. | Vincent Lecavalier Trevor Linden | Tampa Bay Lightning Vancouver Canucks |
| 2008./09. | Rick Nash                        | Columbus Blue Jackets                 |
| 2009./10. | Ryan Miller                      | Buffalo Sabres                        |
| 2010./11. | Dustin Brown                     | Los Angeles Kings                     |
| 2011./12. | Mike Fisher                      | Nashville Predators                   |
| 2012./13. | Henrik Zetterberg                | Detroit Red Wings                     |
| 2013./14. | Patrice Bergeron                 | Boston Bruins                         |
| 2014./15. | Brent Burns                      | San Jose Sharks                       |
| 2015./16. | Mark Giordano                    | Calgary Flames                        |